# 金孔镇
金孔镇，是中华人民共和国四川省绵阳市盐亭县下辖的一个乡镇级行政单位。2019年12月，撤销洗泽乡和宗海乡，将其所属行政区域划归金孔镇管辖。调整后，金孔镇辖原洗泽乡、原宗海乡和金佛社区、思源社区、古来社区、孟公村、灵岩村、大林村、东陵村、召伯村、廖家桥村、阳院村、柏头村、梓岩村、杨绿村、毕村、龙头村、自强村、天台村、桥楼村、木冈村、金龙村和仙缸村3组、4组所属行政区域，金孔镇人民政府驻附街3号。金孔镇仙缸村1组、2组所属行政区域划归嫘祖镇管辖。

## 行政区划
金孔镇下辖以下地区：
金佛社区、思源社区、孟公村、灵岩村、大林村、西林村、召伯村、廖家桥村、阳院村、柏头村、衡家村、梓岩村、杨绿村、毕村、麟凤村、龙头村、云仙村、中山村、金宝村、峰龙村、桥楼村、自强村、天台村、木冈村和石缸村。